# Římská republika (1798–1799)
Římská republika (italsky Repubblica Romana) byl politický útvar, který existoval na území Papežského státu od 15. února 1798 do září 1799. Vznikl jako produkt vývozu francouzské revoluce, když po vraždě francouzského vojenského atašé v Římě došlo 10. února k obsazení města vojsky francouzského generála Berthiera. O několik dní později pak římští jakobíni vyhlásili republiku, zatímco papež Pius VI. uprchl do Sieny.
Dne 20. března dostala Římská republika od Francouzů ústavu podle vzoru francouzského direktoria. Členové pětice čelných představitelů státu ovšem v Římě místo titulu direktora nosili označení konzulů (console). Zákonodárné shromáždění bylo dvoukomorové, tvořil jej tribunát a senát. Volební právo bylo jako ve Francii omezeno na majetné.
Republika byla vnitřně rozpolcená a ekonomicky slabá, takže prakticky ztratila akceschopnost. Před postupujícími vojsky Druhé koalice proto francouzská vojenská správa Říma suspendovala 11. června 1799 ústavu a převzala výkonné pravomoci, čímž republika fakticky zanikla. Válka se ani tak nevyvíjela úspěšně a 30. září vstoupila neapolská vojska do Říma, čímž došlo i k zániku formálnímu. Na mezidobí byla vytvořena provizorní vláda, papež se pak do Říma vrátil 3. června 1800.